# Histoire de la pêche

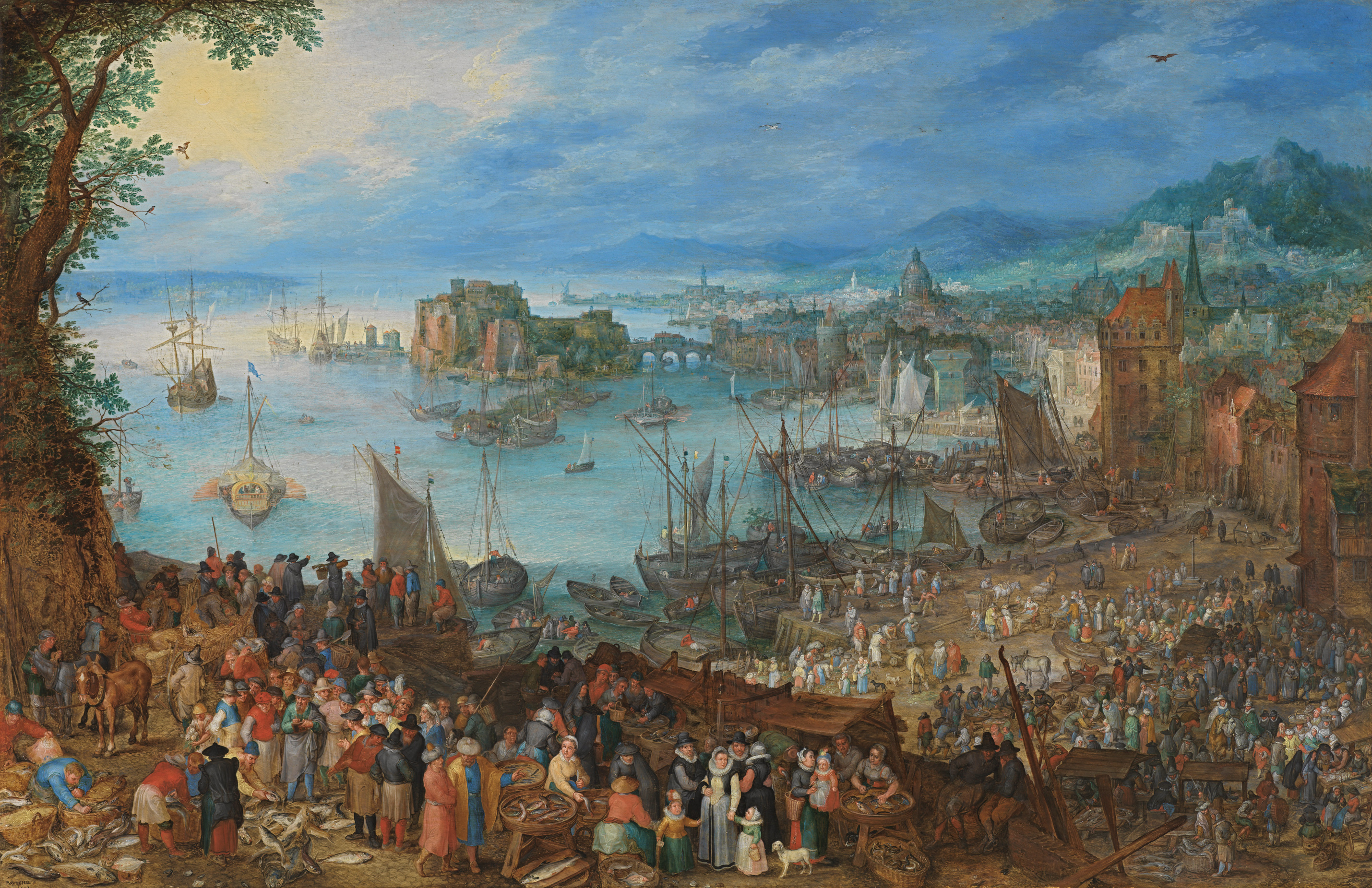
Le grand marché aux poissons. Tableau de Jan Brueghel l'Ancien.

La pêche est l'activité consistant à capturer des poissons ou des organismes aquatiques (huîtres, baleines...). C'est une très ancienne pratique remontant à plus de 40 000 ans. Elle peut être pratiquée depuis la côte maritime ou lacustre, ou au bord de rivières, ainsi qu'en pleine mer. 

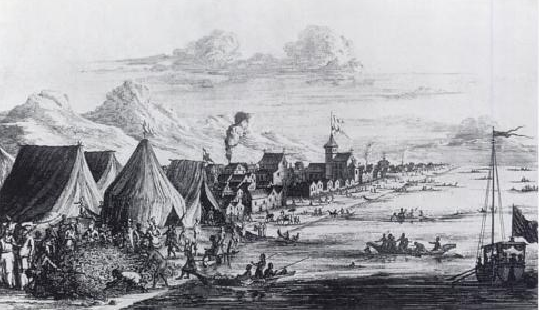
Village de pêche au XVII

D'après les statistiques de la FAO, le nombre de pêcheurs est estimé à 38 millions. La pêche et l'aquaculture fournissent des emplois directs et indirects à plus de 500 millions de personnes.

## Préhistoire

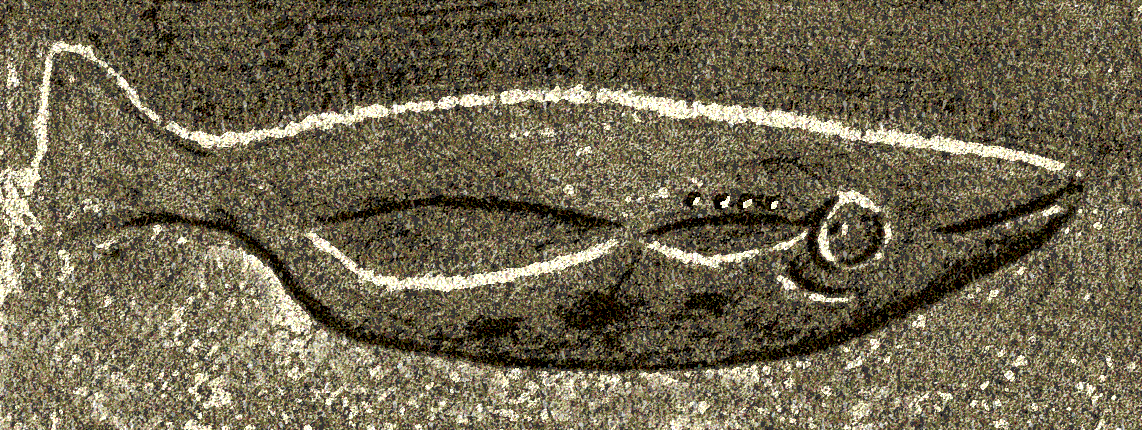
Le saumon gravé de l'abri du Poisson renseigne sur les espèces pêchées et consommées par l'homme préhistorique.

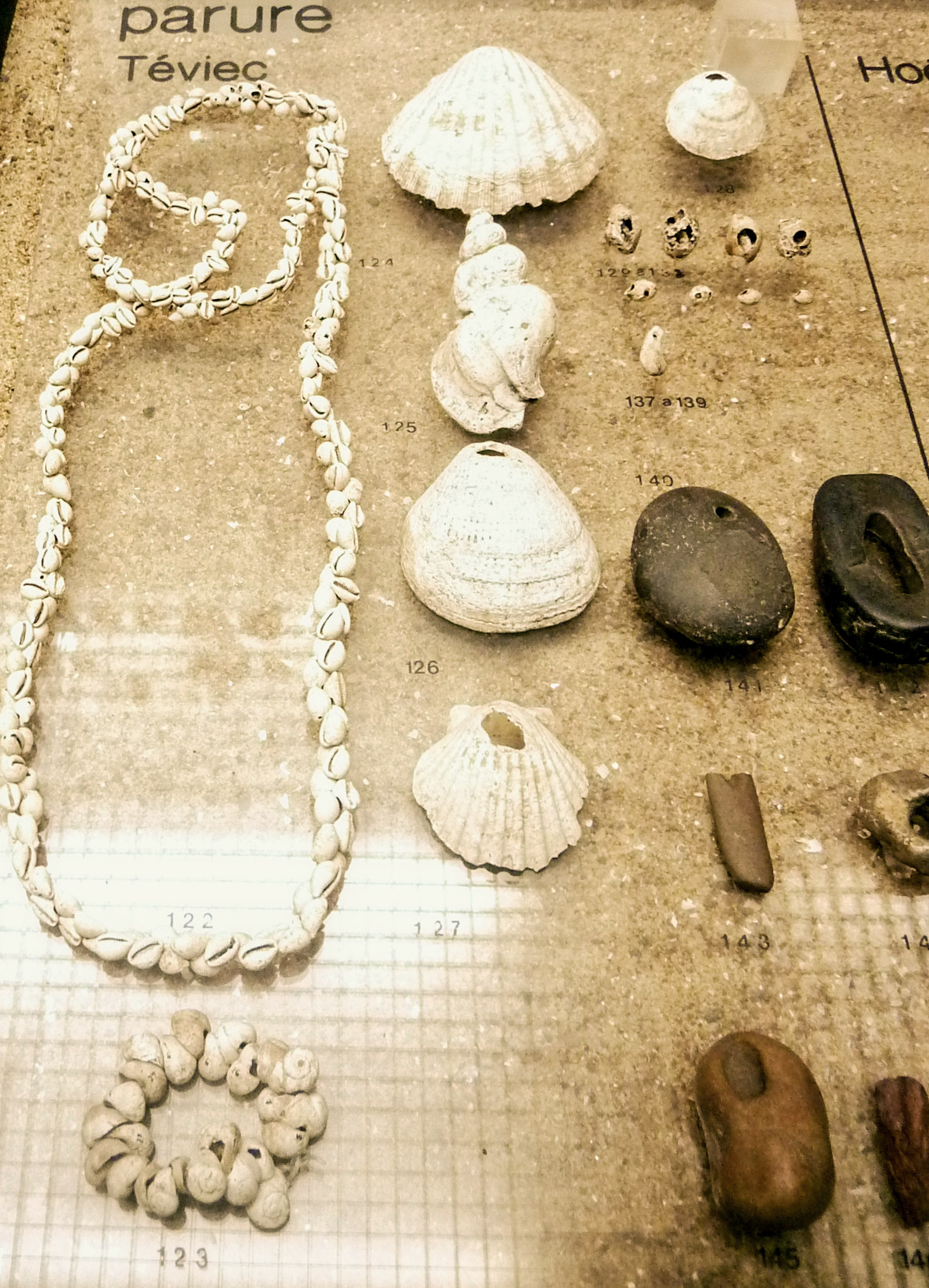
Colliers de coquillages et parures diverses (coquilles et galets perforés) trouvées dans une sépulture mésolithique de Téviec par les époux Péquart (musée de Préhistoire de Carnac).

La pêche est une activité humaine très ancienne dont la pratique est attestée depuis environ 40 000 ans,,. Dès le Paléolithique supérieur, se développent des économies littorales régulières, organisées et diversifiées, basées notamment sur la pêche de poissons, mais aussi de mollusques exploités pour la parure et plus occasionnellement comme source de nourriture. Le développement et la diversification du travail des fibres, de l'os et du bois de renne ou de cerf permettent l'élaboration d'armes et d'outils de pêche : filets de cordelettes tressées alourdis de poids, lignes avec leurres, pointes barbelées, hameçons, harpons simples, à une ou deux rangées de barbelures ou à plusieurs dents (les foënes)…
La culture et la technologie du Néolithique se sont répandues dans le monde entre 4000 et 8000 ans. Avec les nouvelles technologies de l'agriculture et de la poterie sont arrivées les formes de base des principales méthodes de pêche, qui sont encore en partie utilisées aujourd'hui. 
Les fouilles préhistoriques permettent de retrouver des restes d'ichtyofaune (vertèbres, arêtes ou écailles). L'analyse isotopique des restes osseux et dentaires montre que les hommes consommaient régulièrement du poisson. Les méthodes de pêche ont pu être reconstituées en partie, cela va de la capture manuelle, au harpon, ou des méthodes plus sophistiquées comme les pièges à poisson.

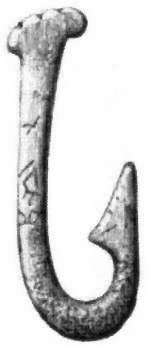
Hameçon en os de l'âge de pierre.
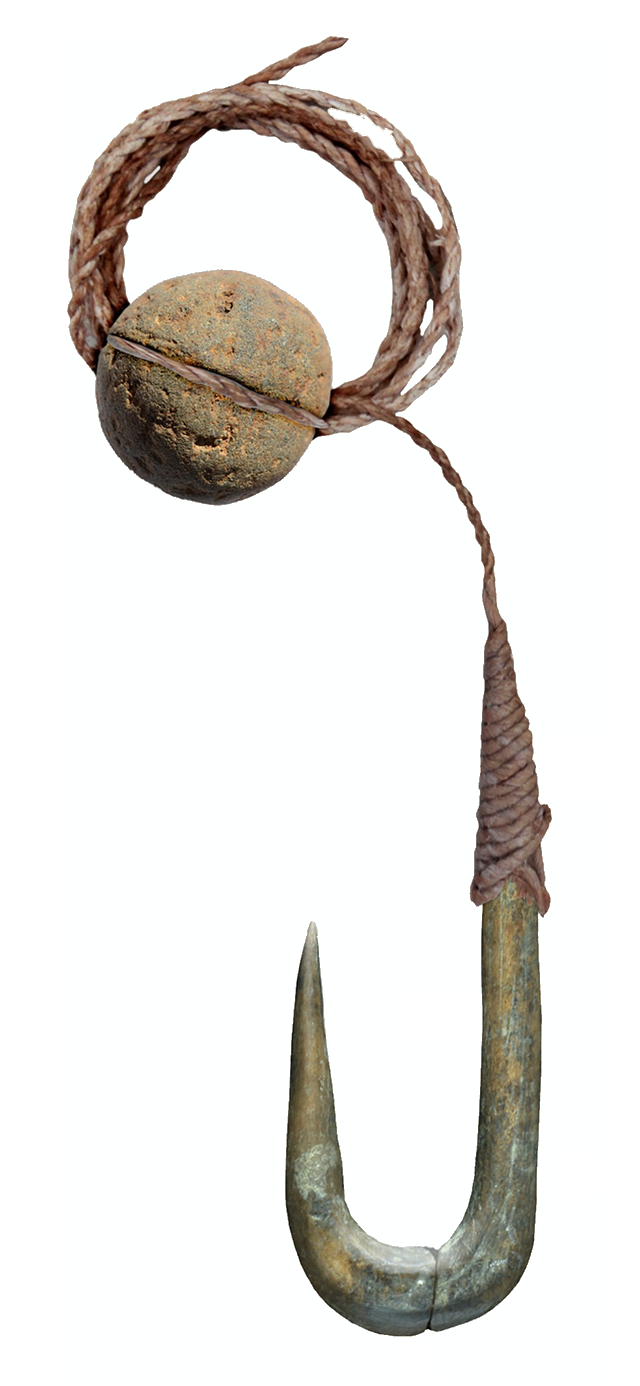
Hameçon et plomb de l'épipaléolithique.

## Antiquité
Le Nil est un fleuve extrêmement riche en poissons, qui faisaient partie de l'alimentation de base à l'époque. Les Égyptiens ont inventé divers outils et techniques de pêche et ceux-ci sont clairement illustrés dans les scènes de tombes, des dessins et papyrus. Des bateaux de roseaux simples servaient pour la pêche. Des filets tissés, des paniers de déversoir fabriqués à partir de branches de saule, de harpons et de pêche à la ligne (les crochets ayant une longueur comprise entre huit millimètres et dix-huit centimètres) étaient utilisés.
L'activité de pêche n'était pas particulièrement valorisée chez les Grecs, mais on en trouve des témoignages chez les Romains.

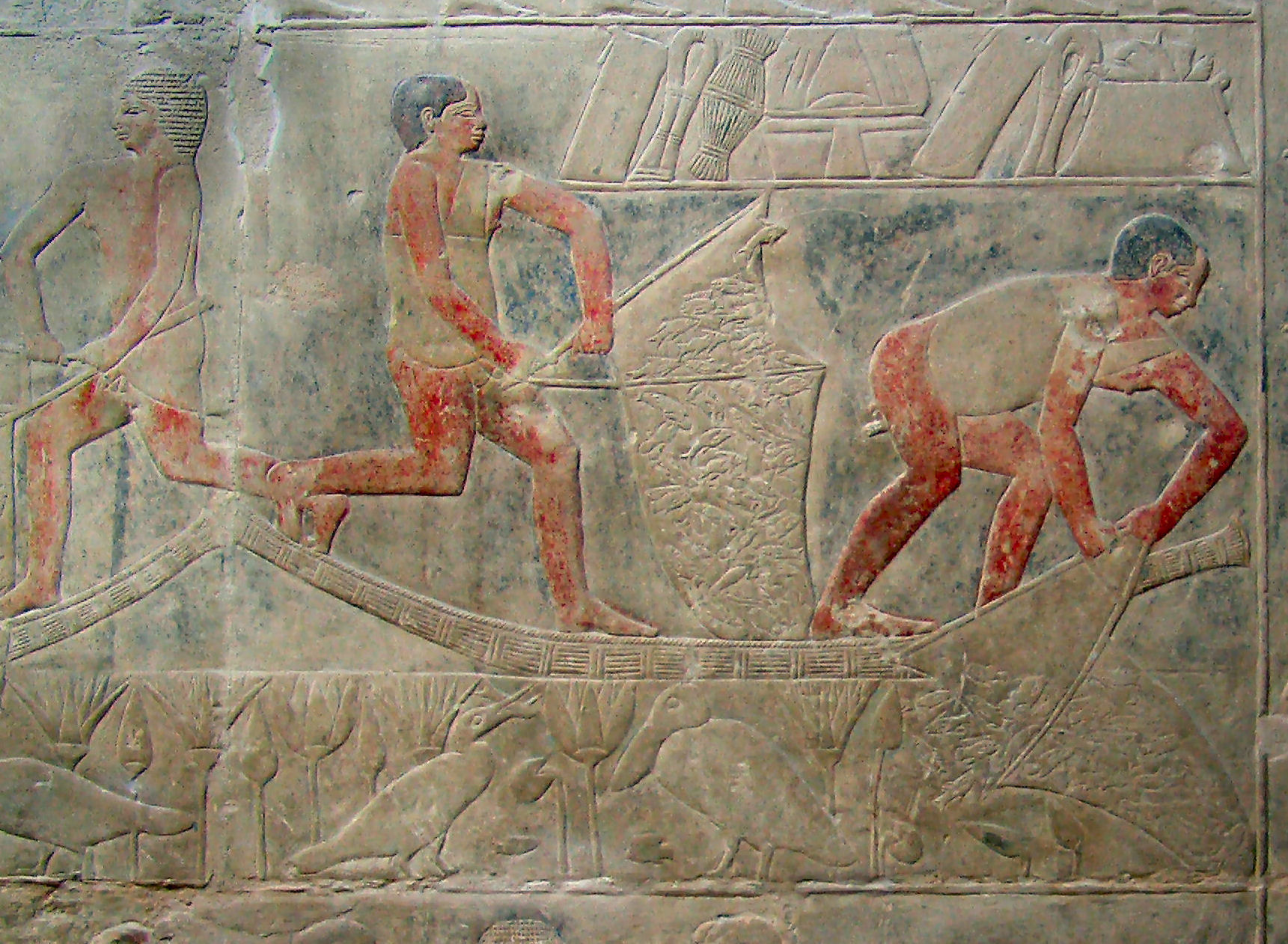
Pêcheurs dans une tombe de la 6e dynastie

## La Pêche à pied

La Pêche à pied
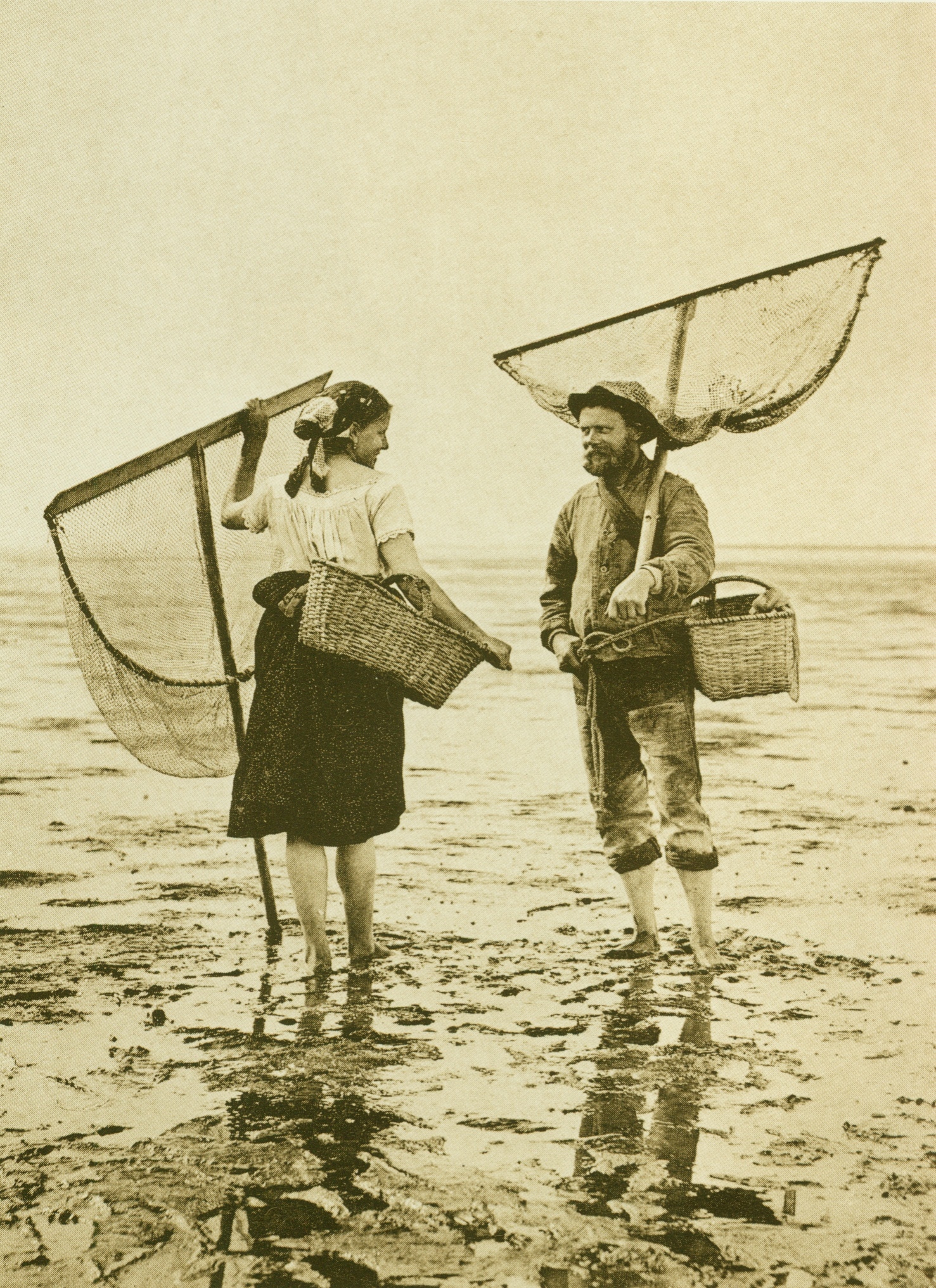
Pêcheurs à pied (vers 1895)
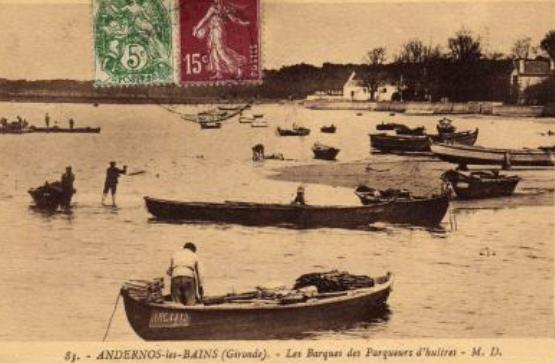
Pêcheurs à Andernos-les-Bains vers 1920.

## La Pêche industrielle
La pêche industrielle débute au XIXe siècle quand les bateaux permettent de traiter le produit de la pêche à bord.

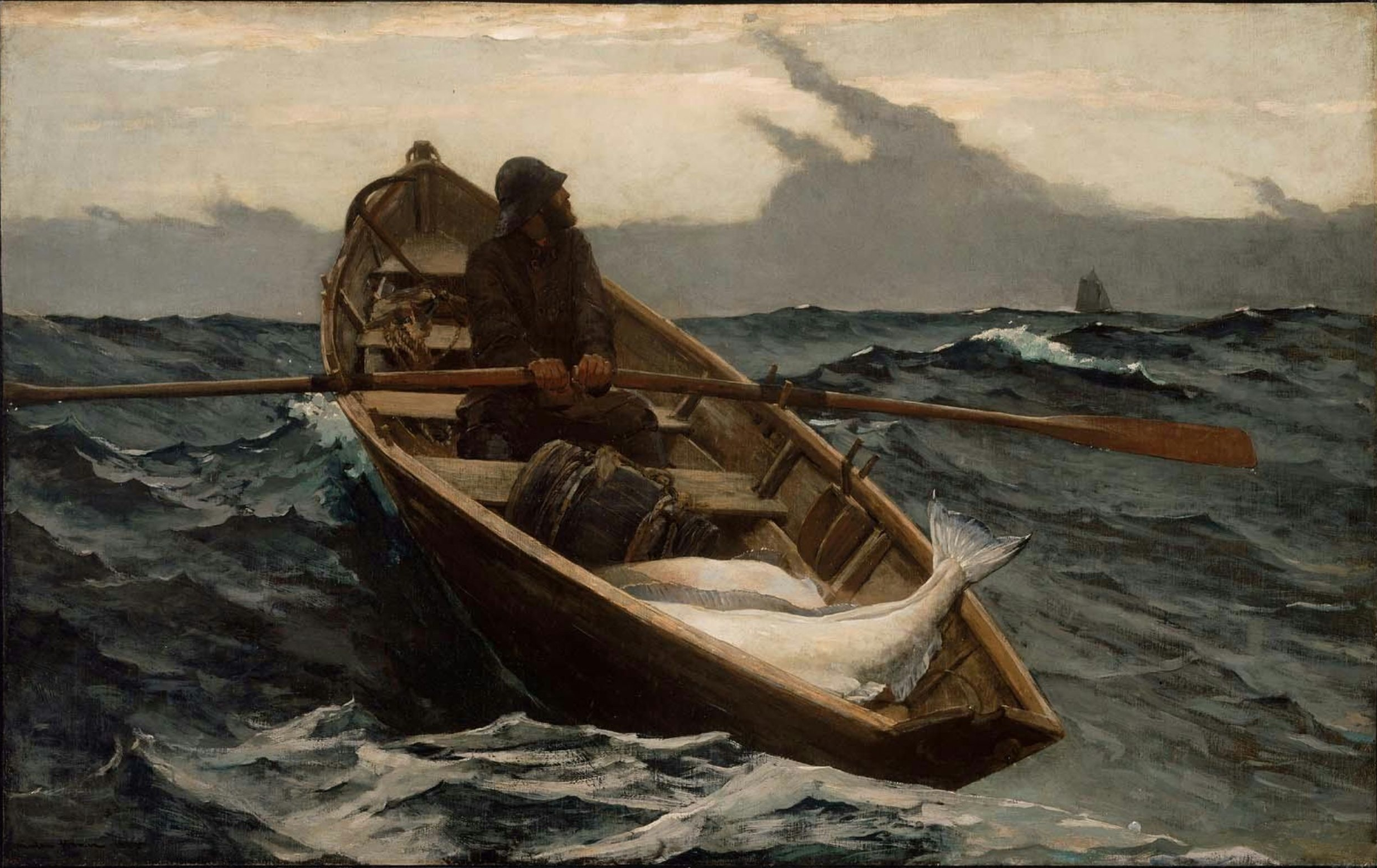
The Fog Warning (L'Arrivée du brouillard, Pêche au flétan)
Winslow Homer, 1885
Musée des beaux-arts de Boston

En Nouvelle-Angleterre à la fin du XIXeme siècle, les descriptions de l'industrie de la pêche montrent des doris qui s'éloignent du navire principal pour aller pêcher, avec le risque important de ne pouvoir le rejoindre au retour. Ces dangers sont décrits par le peintre américain Winslow Homer installé à Prouts Neck (en), un petit village côtier, près de Scarborough. En 1885 dans le tableau The Fog Warning (L'Arrivée du brouillard, Pêche au flétan), le pêcheur est dans un doris chargé de flétans et se retourne avec inquiétude, vers un voilier lointain qu'il cherche à rejoindre à la rame. La mer est agitée mais plus menaçant est l’approche du banc de brouillard.

### Les Risques de surexploitation
L'importance de la pêche dans l'économie de certains pays (Islande, Japon, etc.) et les zones côtières en général est très significative. La pêche se développe comme une industrie à part entière. Cependant elle est menacée par la difficulté de gestion des stocks de poissons, et des organismes internationaux attirent l'attention sur les risques liés à la surpêche.
L'industrialisation croissante de la pêche depuis le XIXe siècle fait prendre conscience aux pays développés européens de l'impact écologique de la pêche. Les risques de surexploitation qu'engendrent l'accroissement du tonnage des navires et de leur nombre ainsi que le perfectionnement des engins de pêche, se manifeste par la constitution d'organes scientifiques, le Conseil international pour l'exploration de la mer créé en 1902, l'Institut français de recherche pour l'exploitation de la mer (ancêtre de l'Ifremer) créé en 1918 en France. Ces organismes scientifiques contribuent dans les années 1930 à la mise en place d'initiatives nationales et à la signature d'accords bilatéraux ou multilatéraux en vue d'instaurer une pêche durable.
Le processus de codification internationale du droit halieutique débute en 1958 avec la signature à Genève de la Convention sur la pêche et la conservation des ressources biologiques de la haute mer, et se poursuit depuis par la ratification de conventions internationales sur le droit de la mer. Cette ratification s'accompagne régulièrement de politiques (comme la Politique commune de la pêche qui instaure une réglementation à partir des années 1970) et de la promulgation de nouvelles lois nationales qui attribuent des compétences de gestion des ressources halieutiques. De nombreux organismes nationaux et internationaux sont ainsi créés pour veiller au respect de ces réglementations.
Le nombre de bateaux de pêche est passé de 1,7 million en 1950 à 3,7 millions en 2015. Encore un million de bateaux de pêche supplémentaires est prévu avant 2050. En 2016, 90,9 millions de tonnes de poissons ont été pêchés dans le monde, ce qui constitue un quasi quadruplement par rapport à 1950 et entraîne une diminution inquiétante des populations de poissons.

## La Pêche sportive

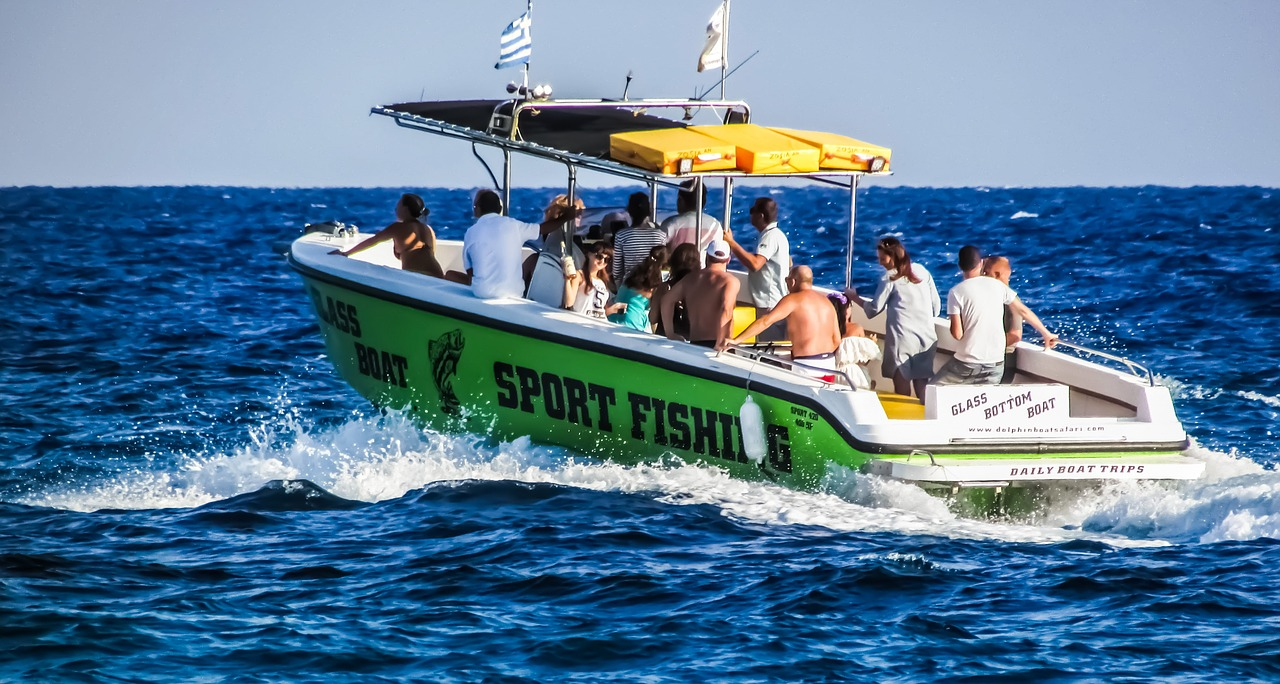
Bateau de pêche "sportive" (2016)

En plus d'être une activité contribuant à l'alimentation, la pêche moderne peut aussi être une activité sportive.
Cette activité commence à apparaitre au XIXe siècle. Les pêcheurs sportifs, se distinguent des pêcheurs professionnels.
La pêche à la ligne se démocratise et devient une activité de loisirs. 